# Lichtenau (Schleusegrund)
Lichtenau ist das Partnerdorf vom Ortsteil Biberau der Gemeinde Schleusegrund im Landkreis Hildburghausen in Thüringen.

## Lage

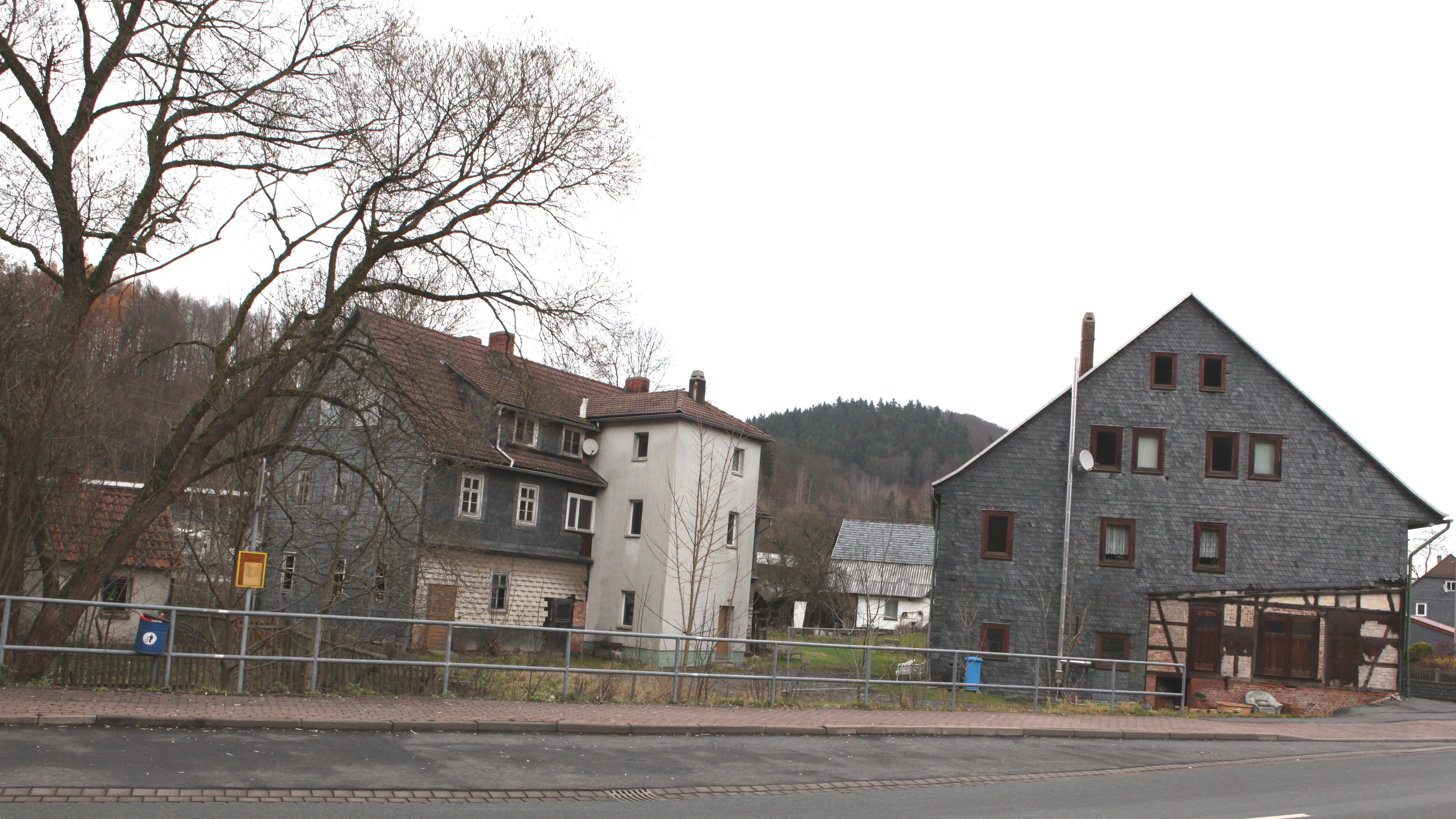
Lichtenau

Lichtenau liegt an der Schleuse, dicht oberhalb der Einmündung des Biberbachs auf dem östlichen Ufer. Die auch als Bibergrundstraße bezeichnete Kreisstraße K 523 führt in östlicher Richtung flussauf zu den Ortsteilen Engestein, Biberschlag, Tellerhammer und weiter nach Schnett.

## Geschichte
1595/96 wurde das Dorf erstmals urkundlich erwähnt. Den Ortsnamen erklärt man als (einstmals auffällige) Lichtung im Auwald der Schleuse.
Am 1. Juli 1950 wurden die bis dahin eigenständigen Gemeinden Biberschlag und Tellerhammer eingegliedert.